# Drapeau de la Communauté germanophone de Belgique
Le drapeau de la communauté germanophone est le drapeau de la communauté germanophone de l’est de la Belgique.
Il est fixé par un décret du 1er octobre 1990. Il représente le lion rouge commun aux duchés du Limbourg et du Luxembourg entouré de neuf fleurs azur de gentianes pneumonanthes stylisées à cinq pétales, représentant les neuf communes de la Communauté.
Le lion ne correspond pas exactement à la description héraldique de ses origines puisqu'il n'est pas couronné et que griffes et langues ne sont pas or mais rouge. L'article 2 du décret  blason prévoit lui une couronne situé au dessus
« In Silber ein roter Löwe begleitet von neun blauen Fünfblättern, von einer Königskrone überhöht. »
« Sur fond argent un lion de gueules accompagné de neuf fleurs azur à cinq pétales, surmonté d'une couronne royale. »
« Die Fahne der Deutschsprachigen Gemeinschaft zeigt auf weißem Grund einen roten Löwen, begleitet von neun blauen Fünfblättern. »
« Le drapeau de la Communauté germanophone montre un lion rouge sur fond blanc, accompagné de neuf fleurs bleues à cinq pétales. »